# Gökçen Denkel
Gökçen Denkel (Istanbul, 2 d'agost de 1985) és una jugadora de voleibol turca. Va jugar als clubs d'Istanbul Eczacıbaşı, Fenerbahçe i Galatasaray; i també al Nilüfer Belediyespor de Bursa, campió de la Challenge Cup d'Europa el 2015. Des del 2016 juga al İlbank d'Ankara. També juga a la selecció turca. El 2010 es va casar amb l'ex basquetbolista turc Haluk Zop.